# Tachygerris chocoensis
Tachygerris chocoensis – gatunek nawodnych pluskwiaków różnoskrzydłych z rodziny nartnikowatych i podrodziny Gerrinae.

## Taksonomia
Gatunek ten opisany został po raz pierwszy w 2017 roku przez Silvię P. Mondragón-F., Fredy’ego Molano i Irinę Morales na podstawie dwóch samców i samicy odłowionych w 2015 roku. Jako miejsce typowe wskazano Riosucio w kolumbijskim departamencie Chocó, od którego to nazwy wywodzi się epitet gatunkowy.

## Morfologia
Samiec osiąga 6,2 mm, zaś samica 7,2 mm długości ciała. Głowa jest jasnobrązowa z parą czarnych kropek między oczami złożonymi. Czułki są koloru brązowego z ciemniejszym czwartym członem. Tułów ma na mezopleurach po trzy podłużne paski ciemnobrązowej barwy. Półpokrywy są brązowe ze złocistym owłosieniem w nasadowej połowie. Zapiersie ma podłużne żeberko przez środek. Panewki bioder środkowej i tylnej pary odnóży mają drobne łatki srebrzystego owłosienia. Odnóża są brązowe z jaśniejszymi udami pierwszej pary. Przednie uda u samca są proste, tylko w nasadowej ⅓ delikatnie zakrzywione. Odwłok ma jasnożółte listewki brzeżne. Tergity odwłoka są jasnożółte, u samca pierwszy i drugi, a u samicy te od drugiego do czwartego są czarno nakrapiane. Siódmy sternit u samicy ma wykształcony płat środkowy, parę małych płatów bocznych i zaokrąglony wierzchołek. Kolce listewki brzeżnej u samicy osiągają wierzchołek siódmego sternitu. Genitalia samca cechują się prawie owalnym pygoforem z długimi szczecinkami w częściach tylno-bocznych i małym ząbkiem na krawędzi grzbietowej. Kształt proktigera jest lancetowaty, jego rozmiary duże, a po jego bokach rosną długie szczecinki. Wezyka w widoku grzbietowym ma skleryt bazalny o prawie owalnej nasadzie i nitkowatym wyrostku, skleryt dodatkowy początkowo smukły, ku górze rozszerzony i na wierzchołku rozdzielony na dwa ramiona, zaś skleryt grzbietowy wykształcony w formę owalnego łuku z rozdwojonym wierzchołkiem.

## Rozprzestrzenienie
Owad neotropikalny, endemiczny dla pacyficznego regionu Kolumbii.